# Warenfetisch
Als Warenfetisch (auch Warenfetischismus) bezeichnet Karl Marx (1818–1883) in seinem Hauptwerk Das Kapital (1867) das seiner Analyse nach quasireligiöse dingliche Verhältnis zu Produkten, die Menschen in arbeitsteiliger Produktion bzw. gesellschaftlicher Arbeit füreinander herstellen.
Zu Marx’ Zeiten wurde der Ausdruck Fetisch in erster Linie in Zusammenhang mit animistischen Religionen benutzt. Die Konnotation mit Sexualität kam erst durch Sigmund Freuds (1856–1939) Konzept des sexuellen Fetisches in der Psychoanalyse ab 1890. Marx' Warenfetisch bezieht sich auf den Fetisch-Begriff im magisch-religiösen Sinn. In Das Kapital überträgt Marx den Fetischbegriff auf Erscheinungen der politischen Ökonomie: Im Kapitalismus würden den Waren, dem Kulturprodukt Geld und schließlich dem Kapital Eigenschaften zugeschrieben, die diese in Wahrheit nicht haben. Es gebe

„[…] die der kapitalistischen Produktionsweise eigentümliche, und aus ihrem Wesen entspringende fetischistische Anschauung, welche ökonomische Formbestimmtheiten, wie Ware zu sein, produktive Arbeit zu sein etc., als den stofflichen Trägern dieser Formbestimmtheiten oder Kategorien an und für sich zukommende Eigenschaft betrachtet.“

Der Kerngedanke besteht darin, dass so wie Gott, der, obwohl ein Geschöpf menschlichen Denkens, seinen menschlichen Schöpfer beherrscht, den Produzenten die von ihnen produzierten Waren wie ein Fetisch erscheinen, obwohl sie nur Vergegenständlichungen ihrer Arbeit sind.
Marx verfolgte mit seinem Konzept zwei Ziele. Einerseits wollte er in polemischer Absicht den Mitgliedern bürgerlicher Gesellschaften, die von sich dachten, sie seien vernünftiger als Fetischanhänger in Afrika, ihren Warenfetisch entgegenhalten. Andererseits versuchte Marx, warenproduzierende Gesellschaften zu untersuchen und darzustellen, auf welche besondere Art und Weise die Produzenten soziale Verhältnisse eingehen.
Der Geldfetisch (auch Geldfetischismus) und der Kapitalfetisch (auch Kapitalfetischismus) stellen logische Weiterentwicklungen des Warenfetischs dar. Andere Ausdrücke wie Lohnfetisch oder Staatsfetisch gebrauchte Marx nicht. Marx behandelte jedoch einige Verkehrungen und Mystifikationen, wie die Mystifikation des Lohnes. Die Fetischismen und Mystifikationen hängen miteinander zusammen und gipfeln in der trinitarischen Formel im dritten Band von Das Kapital.

## Warenfetisch

### Gesellschaftliche Charakteristika der Ware
In Das Kapital, wie es in der vierten Auflage (1890) in den MEW 23 vorliegt, behandelt Marx den Warenfetisch im ersten Kapitel Die Ware. Marx platziert die Untersuchung im vierten und zugleich letzten Unterkapitel mit dem Titel Der Fetischcharakter der Ware und sein Geheimnis.
Der Ausgangspunkt des ersten Kapitels ist die Überlegung, dass Gesellschaften, in denen die kapitalistische Produktionsweise dominiert, Reichtum in Form einer großen Warensammlung hervorbringen. Da die Warenform die Elementarform ist, will Marx seine Analyse mit ihr beginnen.
Dass alle oder die meisten Arbeitsprodukte Warenform annehmen, betrachtet Marx als Spezifikum kapitalistischer Verhältnisse. Dass diese Bedingung erfüllt ist, hält Marx für notwendig, um die Ware angemessen analysieren zu können: nur auf dieser Grundlage könne der Forschende die Substanz des Warenwertes, die Wertgröße und die Form, in der Wert ausgedrückt wird, erkennen. Eben jenen gesellschaftlichen Aspekten der Ware widmet sich Marx in den ersten drei Unterkapiteln, bevor er explizit auf den Fetischcharakter der Ware eingeht.
Laut Marx ist die Ware ein Doppeltes aus Gebrauchswert und Tauschwert. Eine Ware ist ein bestimmter Gebrauchsgegenstand, den jemand produziert, damit ein anderer seine Bedürfnisse befriedigen kann. Andererseits tauscht sie sich gegen andere Gebrauchswerte in bestimmten Proportionen aus. Letzteres drückt Marx in Gleichungen aus, wie 20 Ellen Leinwand = 1 Rock oder 20 Ellen Leinwand = 10 Pfund Tee.
Dementsprechend analysiert Marx den Doppelcharakter der Arbeit, die sich in Waren darstellt. Konkrete Arbeit ist Verausgabung menschlicher Arbeitskraft in einer bestimmten Form und schafft bestimmte nützliche Gebrauchsgegenstände. So schafft beispielsweise Schneiderarbeit Röcke. Im Austauschverhältnis wird von den Gebrauchswerten und den physischen Unterschieden der Waren abstrahiert. Das gilt auch für die Unterschiede zwischen den konkreten Arbeiten. Die konkreten Arbeiten werden auf abstrakte Arbeit reduziert, nämlich Verausgabung menschlicher Arbeitskraft unabhängig von einer bestimmten Form. Diese abstrakte Arbeit bildet die Substanz des Warenwertes, die den Waren gemeinsam ist. Diese gesellschaftliche Substanz ist der Inhalt, der im Tauschwert erscheint.
Die Wertgröße ist das Quantum abstrakter Arbeit, das in einer Ware vergegenständlicht ist; das Maß ist die Arbeitszeit. Wie sehr die konkrete Arbeit eines bestimmten Warenproduzenten als wertbildend gilt, hängt von verschiedenen Faktoren ab. Entscheidend ist nicht, wie lange jemand tatsächlich gearbeitet hat, sondern die gesellschaftlich notwendige Arbeitszeit. Das „[…] ist Arbeitszeit, erheischt, um irgendeinen Gebrauchswert mit den vorhandenen gesellschaftlich-normalen Produktionsbedingungen und dem gesellschaftlichen Durchschnittsgrad von Geschick und Intensität der Arbeit darzustellen.“ Des Weiteren spielt es eine Rolle, ob es sich um einfache Arbeit handelt, die jedes durchschnittliche Individuum ausführen kann, oder um qualifizierte bzw. komplizierte Arbeit, die entsprechend in höherem Maße als wertbildend gilt.
Die Wertgröße hängt von der Produktivkraft der Arbeit ab. Steigt sie, so sinkt die notwendige Arbeitszeit und der Wert der Ware; sinkt die Produktivkraft, so steigt die notwendige Arbeitszeit und der Wert der Ware. Die Produktivkraft hängt ihrerseits von vielen Umständen ab, wie dem Stand der Wissenschaft und Technologie, der Kooperation, dem Geschick der Arbeiter, aber auch den natürlichen, vom Menschen nicht direkt beeinflussbaren Umständen, wie dem Wetter ab.
Nach der Wertsubstanz und der Wertgröße analysiert Marx die Form des Wertes. Zwar ist eine Ware ein Wertgegenstand, aber man kann den Wert an einer einzelnen Ware nicht fassen. Wertgegenständlichkeit ist nichts Physisches, sondern ein rein gesellschaftliches Konstrukt. Da die Wertsubstanz etwas Gesellschaftliches ist, kann eine Ware nur im Verhältnis zu anderen Waren als Wertgegenstand erscheinen. Marx untersucht verschiedene Formen, in denen Wert ausgedrückt wird (siehe Liste von Wertformen). Dabei geht er von der einfachsten Form aus, wobei eine Ware ihren Wert in irgendeiner anderen Warenart ausdrückt, die als unmittelbare Verkörperung von Wert gilt, wie im Wertausdruck 20 Ellen Leinwand = 1 Rock. Er geht weiter bis zur Geldform, wobei eine Warenart wie Gold als gesellschaftlich allgemeingültiges und festes Äquivalent gilt. In diesem drücken alle anderen Waren ihren Wert aus. Es ist gegen alle anderen Waren direkt austauschbar. Erst eine solche allgemeingültige Wertform wird dem gesellschaftlichen Charakter des Wertes bzw. der Wertgegenständlichkeit gerecht. In der Geldform lässt sich für jede Ware die Preisform angeben, wie 20 Ellen Leinwand = 2 Unzen Gold.

### Der Fetischcharakter der Ware
Im Unterkapitel Der Fetischcharakter der Ware und sein Geheimnis fragt Marx zunächst, woher das Rätselhafte der Warenform rühre.
Prima facie ist eine Ware etwas Triviales. Als Gebrauchswert ist die Ware nur ein sinnlicher physischer Gebrauchsgegenstand. Es ist auch nicht verwunderlich, dass die verschiedenen konkreten Arbeiten bestimmte Formen Verausgabung menschlicher Arbeitskraft sind oder dass die Wertgröße durch verausgabte Arbeitszeit bestimmt ist. Diese musste die Menschen seit jeher zu einem gewissen Grad interessieren. Schließlich ist es auch nichts Mystisches, dass die menschliche Arbeit einen gesellschaftlichen Charakter hat, wenn die Menschen nur irgendwie füreinander arbeiten.
Erst auf der Grundlage der vorangegangenen Analyse erscheint eine Ware als ein „[…] sinnlich übersinnliches Ding.“ Die übersinnliche „gespenstige“ Wertgegenständlichkeit ist an der einzelnen Ware nicht fassbar.
Das Geheimnisvolle führt Marx auf die Warenform selbst zurück, in der soziale Charakteristika sachliche Form annehmen: die abstrakte Arbeit nimmt die Form der Wertgegenständlichkeit an, die den Waren gemeinsam ist, die Arbeitszeit nimmt die Form der Wertgröße des Produktes an und die gesellschaftlichen Verhältnisse schließlich, die die Produzenten zueinander eingehen, erhalten die Form eines gesellschaftlichen Verhältnisses zwischen Dingen, nämlich zwischen ihren Arbeitsprodukten.
Ein Arbeitsprodukt ist nur unter bestimmten sozialen Umständen ein Wertgegenstand bzw. eine Ware. Jedoch erscheint es den Menschen, die in einer Gesellschaft von Warenproduzenten leben und in diesen Verhältnissen befangen sind, als wären Waren ebenso natürlicherweise Wertgegenstände, wie ihnen etwa die Eigenschaft, schwer zu sein, zukommt. Diesen Menschen erscheint Wert als eine Natureigenschaft, die dem einzelnen Gegenstand zukommt.
Marx wählt dafür eine religiöse Analogie. In der religiösen Welt

„[…] scheinen die Produkte des menschlichen Kopfes mit eignem Leben begabte, untereinander und mit den Menschen in Verhältnis stehende selbständige Gestalten. So in der Warenwelt die Produkte der menschlichen Hand. Dies nenne ich den Fetischismus, der den Arbeitsprodukten anklebt, sobald sie als Waren produziert werden, und der daher von der Warenproduktion unzertrennlich ist.“

Der Fetischismus ist keine bloße Täuschung, sondern hat eine reale Grundlage. Nach Marx beruht er auf einem grundlegenden Gegensatz: die Menschen produzieren stark arbeitsteilig und sind voneinander abhängig, andererseits produzieren sie privat. Diese privaten Arbeiten bilden den Komplex der gesellschaftlichen Gesamtarbeit. Die Privatproduzenten treten nur indirekt in gesellschaftlichen Kontakt, indem sie ihre Arbeitsprodukte miteinander tauschen. Erst im Austausch erkennt der einzelne Produzent, ob seine Privatarbeit Anteil an der Gesamtarbeit der Gesellschaft hat. Erst im Austausch wird sein Produkt Wertgegenstand und somit Ware. Den Produzenten „[…] erscheinen daher die gesellschaftlichen Beziehungen ihrer Privatarbeiten als das, was sie sind, d. h. nicht als unmittelbar gesellschaftliche Verhältnisse der Personen in ihren Arbeiten selbst, sondern vielmehr als sachliche Verhältnisse der Personen und gesellschaftliche Verhältnisse der Sachen.“
Laut Marx schaffen die Menschen ihren gesellschaftlichen Zusammenhang, aber sie durchschauen ihn nicht. Marx bezeichnet den Wert als ein „[…] unter dinglicher Hülle verstecktes Verhältnis.“ Die Menschen tauschen ihre Produkte und setzen diese als Werte einander gleich. Dabei reduzieren sie die konkreten Arbeiten auf abstrakte Arbeit. Sie wissen jedoch nicht, was sie tun. Es ist nicht so, dass sie ihre Produkte als Werte aufeinander beziehen, weil sie wüssten, dass ihre Waren Hüllen abstrakter Arbeit wären. Die Produzenten nehmen es in ihrer Praxis für gewöhnlich so wahr, dass ihr Produkt nützlich sein und Wert haben muss. Selbst wenn jemand das Wesen des Wertes entdecken sollte, so verschwindet der gegenständliche Schein der Ware nicht. Wer in den Verhältnissen der Warenproduktion befangen ist, hält die historisch-spezifischen Charakteristika seiner Gesellschaft, in der sich der gesellschaftliche Charakter der Arbeitsprodukte darin ausdrückt, dass diese Produkte als Wertgegenstände erscheinen, für endgültig.
Die Produzenten kontrollieren den gesellschaftlichen Zusammenhang nicht. Umgekehrt: der Zusammenhang verselbständigt sich und kontrolliert die Produzenten. Diese haben zunächst einmal ganz praktische Interessen. Jeder Produzent will wissen, gegen wie viel er seine Produkte eintauschen kann.

„Die letzteren [= die Wertgrößen, d. V.] wechseln beständig, unabhängig vom Willen, Vorwissen und Tun der Austauschenden. Ihre eigne gesellschaftliche Bewegung besitzt für sie die Form einer Bewegung von Sachen, unter deren Kontrolle sie stehen, statt sie zu kontrollieren.“

Selbst wenn jemand erkennen sollte, was die Wertgröße bestimmt, so bliebe auch in diesem Falle der gegenständliche Schein bestehen. Die Wertgröße behielte ihre sachliche Form.
Marx behandelt nicht nur, wie Menschen in ihrem spontanen alltäglichen Bewusstsein die Verkehrung von Subjekt und Objekt reflektieren, sondern unterstellt Vertretern der politischen Ökonomie dem Fetischcharakter der Warenwelt zu unterliegen. Laut Marx gehören die verrückten ökonomischen Formen wie die Warenform zu den Kategorien der politischen Ökonomie und gelten für die Verhältnisse der Warenproduktion. Bürgerliche Ökonomen hätten Wert und Wertgröße nicht hinreichend untersucht. Sie hätten nie gefragt, warum sich Arbeit im Wert und warum sich das Maß der Arbeitszeit als Wertgröße darstelle. Auch sie hielten, so der Vorwurf, die historisch-spezifischen ökonomischen Formen ihrer Gesellschaft für überhistorisch.
Marx vergleicht die Warenproduktion mit anderen Produktionsformen, in denen die gesellschaftlichen Verhältnisse, die die Produzenten zueinander eingehen, auch als solche erscheinen, damit der besondere mystische Charakter der Warenproduktion deutlicher wird. Als ein Beispiel wählt Marx einen „[…] Verein freier Menschen“. Dessen Mitglieder arbeiten mit gemeinschaftlichen Produktionsmitteln und jedes Mitglied betrachtet seine Tätigkeit als direkten Teil der gesellschaftlichen Arbeitskraft. Sie planen bewusst Produktion und Verteilung ihres gemeinsamen Produktes.
Wenn der Warenfetisch auf der Warenform beruht und diese ihrerseits auf dem Gegensatz von Privatproduktion und allgemeiner Arbeitsteilung, dann müsste diese Grundlage praktisch überwunden werden, um sich vom Warenfetisch zu emanzipieren. Laut Marx erfordert das einen Verein freier Menschen.

„Der religiöse Widerschein der wirklichen Welt kann überhaupt nur verschwinden, sobald die Verhältnisse des praktischen Werkeltagslebens den Menschen tagtäglich durchsichtig vernünftige Beziehungen zueinander und zur Natur darstellen. Die Gestalt des gesellschaftlichen Lebensprozesses, d. h. des materiellen Produktionsprozesses, streift nur ihren mystischen Nebelschleier ab, sobald sie als Produkt frei vergesellschafteter Menschen unter deren bewußter planmäßiger Kontrolle steht.“

## Geldfetisch
Den Geldfetisch untersucht Marx im zweiten Kapitel von Das Kapital, das den Titel Der Austauschprozess trägt. Nur weil es genau eine bestimmte Warenart gibt, in der alle Warenbesitzer den Wert ihrer Waren ausdrücken, wird diese Ware zu Geld. Die Geldware ist unmittelbar gegen jede andere Ware austauschbar. Geld ist also etwas, das die Akteure im Austausch hervorbringen. Jedoch erscheint es fälschlicherweise so, dass dasjenige, was als Geld fungiert, ohne Weiteres Geld sei – ganz ohne die gesellschaftlichen Beziehungen, in denen die Warenbesitzer zueinander stehen.

„Eine Ware scheint nicht erst Geld zu werden, weil die anderen Waren allseitig ihre Werte in ihr darstellen, sondern sie scheinen umgekehrt allgemein ihre Werte in ihr darzustellen, weil sie Geld ist. Die vermittelnde Bewegung verschwindet in ihrem eignen Resultat und läßt keine Spur zurück. Ohne ihr Zutun finden die Waren ihre eigne Wertgestalt fertig vor als einen außer und neben ihnen existierenden Warenkörper.“

Es ist keine Täuschung, dass sich der gesellschaftliche Zusammenhang im Geld verselbständigt; die Täuschung ist, dass übersehen wird, dass die Handlungen der Menschen diese Verselbstständigung bewirken, so dass die Verselbständigung als natürlich erscheint. Eben weil Waren, die als Geld fungieren, wie etwa Gold und Silber als unmittelbare Verkörperung abstrakter Arbeit gelten, erscheine das Geld als eigene Macht. Daher rühre „[...] die Magie des Geldes.“
Der Fetischcharakter des Geldes und der Ware hängen eng miteinander zusammen. Was im Geld deutlicher zum Vorschein kommt, führt Marx im ersten Kapitel Die Ware in seiner Analyse der Wertform auf ein grundlegenderes Phänomen zurück. Er untersucht die einfache Wertform. Eine Ware A drückt ihren Wert in irgendeiner anderen Ware B aus, wie zum Beispiel im Wertausdruck 20 Ellen Leinwand = 1 Rock. Die A-Ware befindet sich in relativer Wertform. Die B-Ware gilt als etwas, das mit anderer Ware unmittelbar austauschbar ist, und befindet sich in Äquivalentform. Im Falle der A-Ware gelte, dass sie sich auf etwas anderes beziehe und ausdrücke, dass ihr Wert sich von ihrer körperlichen Gestalt unterscheide, so dass sie ein gesellschaftliches Verhältnis zumindest andeute; die physische Gestalt der B-Ware hingegen erscheine als etwas, das von Natur aus die soziale Form bzw. Äquivalentform besitze. Es scheine so, als hätte die B-Ware auch dann diese Form, wenn keine andere Ware auf sie bezogen wäre, ebenso wie ihr die Eigenschaft, schwer zu sein, zukomme.
Der Geldfetisch gleicht in einigen Hinsichten dem Warenfetisch. Wie die Ware besitzt Geld nur deshalb besondere Merkmale, weil sich Menschen auf eine bestimmte Art und Weise zueinander verhalten; dieses Verhalten wird jedoch übersehen, so dass scheinbar die bestimmten Eigenschaften dem Geld an sich zukommen. Ferner erscheint auch im Geld die gesellschaftliche Beziehung als Eigenschaft eines Gegenstands. Schließlich müssen die Warenbesitzer nicht wissen, wie ihr gesellschaftlicher Zusammenhang genau beschaffen ist: sie können Geld als solches benutzen, ohne zu wissen, was es ist.
Beide Fetische unterscheiden sich voneinander. Nach Marx ist die Verdinglichung des Geldfetischs noch verrückter als die des Warenfetischs. Wenn ein Arbeitsprodukt Warenform hat, so ist es ein konkreter Gebrauchsgegenstand und zugleich ein in gewissem Sinne gespenstiger Wertgegenstand, da die Eigenschaft, Wertding zu sein, als etwas Gegenständliches erscheint, aber an der einzelnen Ware nicht fassbar ist. Während die Waren jene doppelte Natur aufweisen, erscheint das Geld, die selbständige Wertgestalt, sogar als unmittelbarer Wertgegenstand. Dieser Umstand erscheint ähnlich absurd wie die Vorstellung, dass es im Tierreich neben allen Individuen auch noch ein besonderes Individuum gäbe, das das Tier als solches bzw. die Gattung verkörperte.

## Kapitalfetisch

### Produktionsprozess
Im vierten Kapitel Die Verwandlung von Geld in Kapital bezeichnet Marx das Kapital als prozessierenden Wert. Um dessen Bewegung bzw. Formwandel auszudrücken, benutzt er die Formel G – W – G′ (Geld – Ware – mehr Geld). Mit Geld werden Waren gekauft, um wieder zu verkaufen und dabei eine größere Geldsumme zu erhalten. Die Differenz von G′ und G nennt Marx Mehrwert. Ausgangspunkt und Endpunkt jeder derartigen Bewegung ist das Geld; der Prozess ist nicht auf ein außer ihm liegendes Bedürfnis gerichtet, das ihm ein Maß verleiht und ihn beendet. Die Kapitalbewegung wird selbstzweckhaft.
Der Kapitalist verleiht dem Kapital Bewusstsein und Willen: als Kapitalist ist er personifiziertes Kapital. Er muss versuchen, sein Kapital möglichst zu verwerten, um sich in der Konkurrenz zu erhalten; fehlen ihm die Mittel, kann er nicht in sein Unternehmen investieren und modernisieren, um gegen die Konkurrenz zu bestehen. Das Kapital ist das „automatisch[e] Subjekt“. Es ist zwar leblos, aber es bestimmt und leitet den Vorgang. Scheinbar hat der Wert in Kapitalform die okkulte Qualität, sich selbst zu verwerten.

„In der Tat aber wird der Wert hier das Subjekt eines Prozesses, worin er unter dem beständigen Wechsel der Formen von Geld und Ware seine Größe selbst verändert, sich als Mehrwert von sich selbst als ursprünglichem Wert abstößt, sich selbst verwertet. Denn die Bewegung, worin er Mehrwert zusetzt, ist seine eigne Bewegung, seine Verwertung also Selbstverwertung. Er hat die okkulte Qualität erhalten, Wert zu setzen, weil er Wert ist. Er wirft lebendige Junge oder legt wenigstens goldne Eier.“

Der Ausdruck okkult gehört zum Wortfeld des Ausdrucks Fetischismus. Laut Stephan Grigat (* 1971) kann man bereits hier von Kapitalfetisch sprechen.

Das Wertwachstum erklärt Marx mit seiner Theorie des Mehrwerts und dem Sachverhalt, dass Kapitalisten doppelt freie Arbeiter bzw. produktive Lohnarbeiter ausbeuten. Die Kapitalisten versuchen, mittels Methoden zur Steigerung des absoluten Mehrwerts oder des relativen Mehrwerts ihr Kapital möglichst zu verwerten. Letzteres führt zu einer Erhöhung der Produktivkraft der Arbeit. Doch scheint auch diese Kraft dem Kapital zuzukommen.

„Es ist die Naturgabe der lebendigen Arbeit, alten Wert zu erhalten, während sie Neuwert schafft. […] Diese Naturkraft der Arbeit erscheint als Selbsterhaltungskraft des Kapitals, dem sie einverleibt ist, ganz wie ihre gesellschaftlichen Produktivkräfte als seine Eigenschaften, und wie die beständige Aneignung der Mehrarbeit durch den Kapitalisten als beständige Selbstverwertung des Kapitals. Alle Kräfte der Arbeit projektieren sich als Kräfte des Kapitals, wie alle Wertformen der Ware als Formen des Geldes.“

Dieser Kapitalfetisch ist kein bloßer Irrtum, sondern beruht auf einer materiellen Grundlage. Die Kapitalisten versuchen mittels Kooperation, Arbeitsteilung und dem Einsatz neuer Maschinerie die Produktivkraft zu erhöhen. Wenn mehrere Arbeiter miteinander kooperieren, entsteht mitunter eine neue gesellschaftliche Produktivkraft; jedoch entsteht diese nur unter dem Kommando des Kapitalisten, so dass sie als Kraft des Kapitals erscheint. In der Manufaktur und in der Fabrik übt der Arbeiter nur eine Teilfunktion aus. Diese ist außerhalb des Arbeitsplatzes oft nutzlos und scheinbar nur noch nützlich, wenn sie für das Kapital angewandt wird. In der Fabrik übernehmen neue Technologien die geschickten Tätigkeiten, wohingegen für die Arbeiter meist nur relativ geistlose Tätigkeiten bleiben; die geistigen Kräfte des Arbeiters gehen zur Wissenschaft und Technologie über, die im Dienst des Kapitals stehen.

### Zirkulationsprozess
Der Kapitalfetisch setzt sich auf der Ebene des Zirkulationsprozesses bzw. des Handelskapitals fort. Nur das industrielle Kapital kann Mehrwert erzeugen; das Handelskapital als solches kann sich Mehrwert nur aneignen. Begrifflich rein gefasst wandelt das Handelskapital nur Waren und Geld ineinander um. Die Arbeiter des Handelskapitalisten sind keine produktiven Arbeiter, sondern ihr Lohn ist ein Abzug vom Mehrwert.
Der industrielle Kapitalist verkauft seine Waren an den Handelskapitalisten, um sein Kapital besser verwerten zu können. Durch den schnelleren Verkauf fließt sein vorgeschossenes Kapital schneller zu ihm zurück und er spart an reinen Zirkulationskosten, die den bloßen Formwechsel von Ware und Geld betreffen; das umfasst die Kosten für die Tätigkeit von unproduktiven Arbeitern, wie zum Beispiel Kassiererinnen.
Je stärker der Handelskapitalist seine Arbeiter ausbeutet, desto geringer sind seine Kosten und umso mehr kann er seinen Anteil am Mehrwert steigern. Ähnlich gilt das für die Verringerung aller reinen Zirkulationskosten. Daher rührt der falsche Schein, dass der Handelskapitalist sein Kapital, unabhängig davon, ob produktive Arbeiter des industriellen Kapitals ausgebeutet würden, verwerten könnte.

### Zinstragendes Kapital
Analog zum Warenfetischismus bestehe der Kapitalfetisch hinsichtlich des zinstragenden Kapitals darin, dass dem Kapital eine ihm in Wirklichkeit nicht innewohnende Eigenschaft zugesprochen werde, nämlich die Eigenschaft, aus sich selbst heraus Mehrwert zu bilden. Ihre „äußerlichste und fetischartigste Form“ erreiche das Kapital mit der Stufe des zinstragenden Kapitals. Im Zins sei die scheinbare Selbstverwertung des Kapitals auf die Spitze getrieben. „G–G', Geld, das mehr Geld erzeugt, sich selbst verwertender Wert, ohne den Prozeß, der die beiden Extreme vermittelt.“

„Im zinstragenden Kapital ist daher dieser automatische Fetisch rein herausgearbeitet, der sich selbst verwertende Wert, Geld heckendes Geld, und trägt es in dieser Form keine Narben seiner Entstehung mehr. Das gesellschaftliche Verhältnis ist vollendet als Verhältnis eines Dings, des Geldes, zu sich selbst. Statt der wirklichen Verwandlung von Geld in Kapital zeigt sich hier nur ihre inhaltlose Form. […] In G-G' haben wir die begriffslose Form des Kapitals, die Verkehrung und Versachlichung der Produktionsverhältnisse in der höchsten Potenz: zinstragende Gestalt, die einfache Gestalt des Kapitals, worin es seinem eignen Reproduktionsprozeß vorausgesetzt ist; Fähigkeit des Geldes, resp. der Ware, ihren eignen Wert zu verwerten, unabhängig von der Reproduktion - die Kapitalmystifikation in der grellsten Form.“

Marx behauptet, der Fetisch des zinstragenden Kapitals könne seinerseits noch mal eine höchste Stufe erreichen. Diese sei der Zinseszins.
Wie im Falle des Waren- bzw. Geldfetischs hängt der Kapitalfetisch, der das zinstragende Kapital betrifft, nicht einfach in der Luft, sondern er basiert auf einer realen Grundlage. Es gibt die Tendenz, dass sich die Funktion des Kapitalbesitzers und die des Kapitalanwenders voneinander trennen. Der Geldkapitalist verleiht sein Kapital an einen industriellen Kapitalisten. Dieser lässt das Kapital fungieren, um Mehrwert zu erzielen. Der so erzielte Bruttoprofit des fungierenden Kapitalisten teilt sich in Zins, den der Geldkapitalist bekommt, und den verbleibenden Unternehmergewinn, den der fungierende Kapitalist erhält.
Der Zins erscheint als Frucht des Kapitals selbst, denn der Geldkapitalist steht außerhalb des Produktionsprozesses: er tritt nicht direkt den Arbeitern, sondern dem fungierenden Kapitalisten gegenüber. Zudem bildet sich auf dem Markt ein einheitlicher Zinssatz, der von dem, was der einzelne Geldkapitalist tut, unabhängig ist.
Der Kapitalzuwachs in Form des Unternehmergewinns hingegen erscheint als Frucht des Produktionsprozesses. Der Unternehmergewinn erscheint unabhängig vom Kapitalbesitz zu sein, da dieser mit Zins bezahlt wird. Der fungierende Kapitalist tritt den Arbeitern nicht als Kapitalist, sondern als eine besondere Art von Arbeiter gegenüber: er organisiert und leitet die Ausbeutung. Ferner hängt die Profitrate des einzelnen fungierenden Kapitalisten von dem ab, was er tut, wie zum Beispiel eine ökonomischere Umgangsweise mit den Produktionsmitteln zu pflegen.

## Entwicklung der Theorie
Thomas Marxhausen (1947–2010) behauptet auf der Grundlage seiner semantischen Analyse, Marx’ Fetischismustheorie erreiche in Das Kapital in gewissem Sinne ihren Abschluss. In Marx’ Hauptwerk umfasst Fetischismus die reale Verkehrung von Subjekt und Objekt sowie die Art und Weise, in der das Alltagsbewusstsein und Politökonomen diese Verkehrung reflektieren; Fetisch bezieht sich auf das angebetete Machwerk, ob Ware, Geld oder Kapital. Laut Marxhausen fügte Marx erst dort den Ausdruck Fetischismus und seinen speziellen Inhalt, dass im Kapitalismus soziale Verhältnisse versachlicht werden, fest zusammen. In der Erstauflage von 1867 führte Marx erstmals den Begriff definitorisch ein. Auch das theoretische Fundament ist in Das Kapital reifer als zuvor. Eine wesentliche Grundlage der Fetischtheorie ist die Analyse der Wertform. Marx präsentierte seine Wertformanalyse erstmals 1867 in elaborierter Gestalt.
1842 benutzte Marx erstmals den Fetischbegriff. Diesen übernahm er aus philosophischen, ethnologischen und religionswissenschaftlichen Studien. 1842 rezipierte er in Bonn Werke von Benjamin Constant (1767–1830), Karl August Böttiger (1760–1835) und Charles de Brosses (1709–1777). Letzterer beeinflusste Marx wesentlich. So exzerpierte Marx dessen Werk Du culte des dieux fétiches (1760) und übernahm dessen Verständnis von Fetischismus. De Brosses verstand darunter den Glauben an heilige machtgeladene Objekte; diesen hielt er für die ursprüngliche Form der Religion überhaupt. Marx benutzte damals den Fetischbegriff, um Verkehrungen in Religion, Politik und bezüglich des Privateigentums zu kritisieren.
Von Marx' erstem ökonomischen Werk Ökonomisch-philosophische Manuskripte (1844) bis zum Erscheinen von Das Kapital benutzte Marx Fetischismus nur in ökonomischen Kontexten. 1844 bezog sich Marx damit auf vorkapitalistische Ökonomen und Gesellschaften. So stellte er Adam Smith (1723–1790) als fortgeschrittenen Ökonomen den Merkantilisten entgegen. Während diese Privateigentum nur als äußerlichen Gegenstand aufgefasst hätten, hätte Smith auf einem höheren Punkt der wirtschaftlichen Entwicklung gestanden und Arbeit als Prinzip des Privateigentums erkannt.

„Als Fetischdiener, als Katholiken erscheinen daher dieser aufgeklärten Nationalökonomie, die das subjektive Wesen des Reichtums - innerhalb des Privateigentums - entdeckt hat, die Anhänger des Geld- und Merkantilsystems, welche das Privateigentum als ein nur gegenständliches Wesen für den Menschen wissen.“

Im Falle jener aufgeklärten Ökonomen sprach Marx nicht von Fetischismus, sondern in einem kritischen Sinne von Entfremdung. Zwar hätten diese Ökonomen, so Marx, die Arbeit als Prinzip des gesellschaftlichen Reichtums erkannt, aber zugleich das, was Marx als entfremdete Arbeit bezeichnete, für natürlich gehalten. Hinsichtlich bestimmter Gesellschaften, die Marx als ökonomisch geringer entwickelt betrachtete, stellte er eine Analogie zum Fetischismus her.
In Die deutsche Ideologie (1845/46) finden sich einzelne wesentliche Aspekte dessen, wie Marx später in der Kritik der politischen Ökonomie Fetischismus auffasste. So würden durch die Arbeitsteilung persönliche Verhältnisse zu sachlichen Verhältnissen. Erst indem die Individuen die Arbeitsteilung abschafften, könnten sie die Verhältnisse wieder beherrschen. Bis dahin verselbständige sich der soziale Zusammenhang und herrsche als sachliche Gewalt über die Menschen.
In der Folgezeit spielten bis zum Manuskript Grundrisse (1857/58) weder der Ausdruck noch das Thema des Fetischismus eine große Rolle. Laut Stephan Grigat hätten Marx und Engels in dieser Zeit Texte verfasst, die in krassem Gegensatz zu Marx’ Fetischkritik in Das Kapital stünden. Im Manifest (1848) hätten sie nicht geschrieben, dass Waren-, Geld- und Kapitalfetisch die Menschen blendeten, sondern dass die Menschen dazu gezwungen seien, ihre Verhältnisse mit nüchternen Augen zu betrachten.
In Grundrisse setzte sich Marx mit einigen Auffassungen von fixem und zirkulierendem Kapital auseinander. In diesem Zusammenhang meinte Marx mit Fetischismus einen theoretischen Mangel, nämlich einen groben Idealismus der Ökonomen, der unbewusst Dingen „[…] gesellschaftliche Beziehungen als ihnen immanente Bestimmungen zuschreibt und sie so mystifiziert.“ Ohne das Wort Fetischismus zu benutzen, thematisiert Marx die Versachlichung gesellschaftlicher Verhältnisse im Kapitalismus im Zusammenhang von Ware, Geld und Kapital.
1859 erschien Zur Kritik der Politischen Oekonomie. Erstes Heft. Es ist die Grundlage der ersten beiden Kapitel von Das Kapital. Ohne dass Marx von Fetischismus oder Fetisch spricht, sind der Fetischcharakter von Ware und Geld präsent. In Zur Kritik unterschied Marx erstmals die Arbeit, die Gebrauchswert bildet, von der tauschwertbildenden Arbeit. Er widmet sich der abstrakten Arbeit und lokalisiert bereits dort eine Verkehrung. Unmittelbar daran schließt Marx an, dass es eine Steigerung der Mystifikation gebe. Während der mystische Charakter der Ware noch relativ erkennbar sei, nehme durch das Geld der mystische Charakter in höher entwickelten Gesellschaften noch zu. Diesen besonderen Charakter deutet Marx im Falle des Kapitals zumindest an. Während Marx in Das Kapital erst in der Wertformanalyse damit beginnt, den Fetischismus von Ware und Geld explizit zu untersuchen, geht die Behandlung des Fetischismus in Zur Kritik der Formanalyse voraus.
Die trinitarische Formel, in der Fetischismen münden, behandelte Marx in geschlossener Form zuerst im Manuskript von 1861–1863. Es enthält den wesentlichen Inhalt der Fetischtheorie, die Marx im ersten Band von Das Kapital entfaltet.

## Rezeption
In den ersten Jahrzehnten nach der Veröffentlichung von Das Kapital ignorierten viele Autoren, die sich mit dem Werk befassten, den Fetischismus. Lenin (1870–1924), Leo Trotzki (1879–1940), Josef W. Stalin (1878–1953) und Rosa Luxemburg (1871–1919) befassten sich kaum und eher oberflächlich mit Marx’ Fetischkritik.
Größere Bekanntheit erlangte das Fetisch-Konzept erst durch Georg Lukács’ (1885–1971) Werk Geschichte und Klassenbewusstsein (1923). In diesem Werk benutzte Lukács erstmals den Ausdruck Verdinglichung für die Fetischstruktur. Lukács weitete Marx’ Fetischkonzept aus und glaubte Verdinglichungen auch in vielen anderen Bereichen kapitalistischer Gesellschaften zu erkennen, wie zum Beispiel im Journalismus, im Rechtswesen oder in der Philosophie. Er verband seine Verdinglichungstheorie mit Max Webers (1864–1920) Theorie der Rationalisierung.
Nachdem in den 1930er Jahren Marx’ Ökonomisch-philosophische Manuskripte veröffentlicht worden waren, wurde Marx’ Theorie der Entfremdung mehr beachtet. Karl Korsch (1886–1961) behauptete, Marx habe das, was er einst als Philosoph Selbstentfremdung genannt habe, später in seiner wissenschaftlichen Kritik mit dem Ausdruck Fetischismus der Ware bezeichnet; diese These wurde später oft wiederholt.
Vertreter der Kritischen Theorie beachteten aus Marx’ Theorienwelt vor allem die Theorie des Warenfetischs. Ein zentraler Gedanke in der Kritischen Theorie war die Verbindung der Fetisch- mit der Entfremdungstheorie aus Ökonomisch-philosophische Manuskripte. Ein wichtiger Vermittler zwischen Marx und den frühen Vertretern der Kritischen Theorie war Georg Lukács. Dessen Ausweitung der Marxschen Fetischtheorie wurde aufgegriffen, wie etwa in Max Horkheimers (1895–1973) und Theodor W. Adornos (1903–1969) Dialektik der Aufklärung. Darin dehnten sie das Fetischkonzept noch weiter aus und sprachen auch dem begrifflichen Denken Fetischcharakter zu. Spätere Vertreter wie Jürgen Habermas (* 1929) versuchten Verdinglichungen in anderen Bereichen kapitalistischer Gesellschaften zu untersuchen, wie zum Beispiel in der Arbeitsteilung der Wissenschaften oder der Partizipation an demokratischen Vorgängen.
Die Vertreter der Neuen Marx-Lektüre hielten das Fetisch-Thema wichtig, um Marx’ Werk angemessen verstehen zu können. Das tat bereits ihr Vorläufer Isaak Iljitsch Rubin (1886–1937) in seinem Hauptwerk Studien zur Marxschen Werttheorie (1923); Rubin wurde posthum in den 1970er Jahren zu einem Klassiker in der internationalen Debatte. Hans-Georg Backhaus (* 1929) betrachtet das Problem des Fetischismus als den zentralen Punkt seiner Forschungen. Laut Jan Hoff sei Backhaus’ Aufsatz Zur Dialektik der Wertform (1969) wegweisend für einige der folgenden Diskurse über den Fetisch in der BRD gewesen. Die wichtigste Studie im deutschsprachigen Raum über Marx’ Gegenstandsverständnis in der Kritik der politischen Ökonomie sei Helmut Brentels Werk Soziale Form und ökonomisches Objekt; nach Brentel sei es für Marx’ Kritik charakteristisch, dass sie auf die Grundlagen der politischen Ökonomie gerichtet sei, indem sie die ökonomisch-sozialen Objekte bzw. Formen analysiere; die Kritik sei vor allem Form- und Fetischtheorie.
In der DDR war Halle an der Saale ein Zentrum der Marx-Engels-Forschung. Thomas Marxhausen (1947–2010) erforschte intensiv und publizierte über Marx’ Fetisch-Theorie.
Jan Hoff hält das Fetisch-Thema in den deutschen Marx-Diskursen für etabliert. Auch in der internationalen Debatte habe das Thema in den letzten Jahrzehnten mehr Beachtung gefunden. Das betreffe etwa im lateinamerikanischen Raum Enrique Dussel (1934–2023), Néstor Kohan (* 1967) oder Bolivar Echeverria (1941–2010). Dussel untersuchte, wie Marx das Fetischkonzept entwickelte, und in seinem Denken nimmt Marx’ Fetischtheorie einen wichtigen Platz ein. Kohan und Echeverria hoben hervor, dass Marx’ Kritik der politischen Ökonomie auf der Kritik des Fetischismus beruhe. Begoña Gutiérrez de Dütsch erblickte im Warenfetisch ein sozio-ökonomisches Phänomen sui generis, das nicht einfach auf andere Bereiche der Gesellschaft übertragen werden könne.
Louis Althusser (1918–1990), dessen Marx-Interpretation international stark rezipiert wurde, hielt die Fetischtheorie für unwichtig. Nachdem sein Schüler Jacques Rancière (* 1940) in Lire Le Capital (1965) eine Marx-Lektüre, die sich dem Thema zuwandte, präsentiert hatte, wandten sich Marx-Interpreten seit den 1970er Jahren auch in Frankreich der Fetischtheorie stärker zu. Der Althusser-Schüler Étienne Balibar (* 1942) sah im Fetisch-Konzept eine große Leistung der modernen Philosophie. Jean-Marie Vincent (1934–2004) entwickelte eine auf die Fetisch-Theorie fokussierte Lesart.
In Italien befasste sich in den 1970er Jahren der Philosoph Alessandro Mazzone mit der Verbindung von Kapitalfetisch und Ideologietheorie. Alfonso M. Iacono (* 1949) erweiterte in den 1980er Jahren den Diskurs über die Quellen von Marx’ Fetischbegriff, indem er auf Charles de Brosses’ (1709–1777) ethnologische Studie Du culte des dieux fétiches (1760) verwies.
Der japanische Philosoph Tomonaga Tairako behauptet einen wesentlichen Zusammenhang zwischen Marx’ dialektischer Methode und der Verkehrung in der bürgerlichen Gesellschaft. Er sieht einen Zweck der Methode darin, aus dem Wesen genetisch zu entwickeln, wie das Wesen notwendig verkehrt erscheint. Tairako unterscheidet zwischen Sache und Ding bzw. Versachlichung und Verdinglichung.
Wie Marx’ Warenfetischkonzept zu deuten ist, ist in einigen Punkten umstritten. Gegen die Interpretation, wonach Marx die Entfremdungstheorie in der Fetischtheorie fortgesetzt habe, wird mitunter eingewandt, dass Marx’ frühe Theorie der Entfremdung auf der Annahme, dass es ein bestimmtes menschliches Gattungswesen gebe, beruhe, wohingegen Marx’ Fetisch-Konzept von dieser Annahme unabhängig sei. Ferner wird der Warenfetisch manchmal als Ideologie bzw. falsches Bewusstsein gedeutet, wie etwa beim jüngeren Habermas. Dagegen wendet beispielsweise Michael Heinrich (* 1957) ein, dass der Fetisch keine reine Täuschung sei, sondern einen realen Kern aufweise: Erst indem die Produzenten ihre Produkte miteinander tauschten, würden sie einen gesellschaftlichen Zusammenhang untereinander herstellen; daher irre keiner von ihnen, wenn ihm die gesellschaftlichen Beziehungen als Eigenschaften einzelner Gegenstände erschienen.

### Marx und Engels über Fetischismus
- Warenfetisch in der Erstauflage von Das Kapital (1867), S. 35–45.
- Warenfetisch im Anhang Die Werthform in der Erstauflage von Das Kapital (1867), S. 773–775.
- Friedrich Engels kurz über Waren- und Geldfetisch in seinem Konspekt über „Das Kapital“ von Karl Marx. Erster Band (1868), MEW 16, S. 247–248.
- Warenfetisch in der vierten Auflage von Das Kapital (1890), Der Fetischcharakter der Ware und sein Geheimnis, MEW 23, S. 85–98.